# Casparus Olevianus
Casparus Olevianus (egyes forrásokban Kaspar Olevian vagy latinosan Kaspar Olevianus, magyarosan Olevianus Gáspár)   (Trier, 1536. augusztus 10. – Herborn, 1587.) reformátor, a Heidelbergi káté egyik kidolgozója.

## Életpályája
A gondosan nevelt, kora érett ifjú már 14 éves korában Párizsba ment a jog tanulmányozására; Orléansban és Bourges-ban, ahol tanulmányait folytatta, összeköttetésbe lépett az ott titkon tartózkodó reformátusokkal. 1557-ben Trierbe visszatérvén, felhivatott az evangélikus érzületű hívektől, hogy lépjen fel köztük hitszónok gyanánt s ezért 1558-ban Genfbe ment teológiát tanulni. Itt csakhamar összeköttetésbe lépett Kálvinnal, majd Heinrich Bullingerrel, Vermigli Péterrel, Béza Tódorral, Farel Vilmossal. 
1559-ben visszatért Trierbe, a tanács felsőbb iskolában tanítóul alkalmazta őt s a hit által való megigazulásról nyilvános prédikációt tartván, ezzel határozottan szakított a katolikus egyházzal, ami miatt Trierben üldözték. 1560-ban Heidelbergben a Collegium sapeintiaeben lett tanító; ugyanekkor megnősült s 1561-ben hitdoktori címet nyert s teológiai tanárrá s a Péter-templom prédikátorává, később pedig udvari prédikátorrá és egyháztanácsossá választották. A pfalzi választófejedelem III. Frigyes és népe a lutheri reformációt a kálvinival cserélvén fel 1560-ban ezen ügyben, valamint általában a reformáció terjesztésében, főként pedig a heidelbergi káté kidolgozásában való részvételével szerzett érdemet.